# Jean Sulem
Pour les articles homonymes, voir Sulem.
Jean Sulem est un altiste français, chercheur et ingénieur civil des Ponts et chaussées né en 1959.
Jean Sulem a fait ses études au Conservatoire de Paris dans la classe de Serge Collot où il obtient un 1er prix en 1980. En 1981, Pierre Boulez le choisit pour devenir soliste de l'Ensemble Intercontemporain. Il jouera alors dix ans avec cet ensemble. Très actif dans la création contemporaine, il a interprété dans les plus grands festivals internationaux des pièces maîtresses du répertoire soliste contemporain de l'alto (Zimmerman, Maderna, Berio, Donatoni, Nunes, Grisey, Holliger, Ton That Tiet, Lévinas, Ligeti...) et suscité de nombreuses créations. 
À côté de son activité de soliste, Jean Sulem mène une importante carrière de musicien de chambre. Il est depuis sa fondation en 1981 l'altiste du quatuor Rosamonde avec lequel il mène une intense carrière internationale. Pédagogue réputé, il est depuis 1990 professeur d'alto et de musique de chambre au Conservatoire National Supérieur de Musique de Paris. Il donne régulièrement des cours d'interprétation en Europe, en Amérique du Nord et en Asie. Il est également régulièrement invité comme membre du jury des concours internationaux. Plusieurs de ses anciens élèves occupent des places de solistes dans les grands orchestres Européens ou sont membres de quatuors à cordes renommés.